# Bejanovo, Loveci
Bejanovo (în bulgară Бежаново) este un sat în comuna Lukovit, regiunea Loveci,  Bulgaria. 

## Demografie
Componența etnică a satului Bejanovo
     Bulgari (53,51%)
     Romi (24,43%)
     Turci (17,55%)
     Nicio identificare (4,14%)
     Altele (0,35%)
La recensământul din 2011, populația satului Bejanovo era de 1.424 locuitori. Din punct de vedere etnic, majoritatea locuitorilor (53,51%) erau bulgari, existând și minorități de romi (24,43%) și turci (17,55%). Pentru 4,14% din locuitori nu este cunoscută apartenența etnică.